# هارتوغ ياكوب همبرغر
هارتوغ ياكوب همبرغر (بالهولندية: Hartog Jacob Hamburger)‏ هو بروفيسور هولندي، ولد في 9 مارس 1859 في ألكمار في هولندا، وتوفي في 4 يناير 1924 في خرونينغن في هولندا.